# Leucania complicata
Leucania complicata är en fjärilsart som beskrevs av John Kern Strecker 1898. Leucania complicata ingår i släktet Leucania och familjen nattflyn. Inga underarter finns listade i Catalogue of Life.